# Gezichtsverlies
Bij gezichtsverlies lijdt men een publieke afgang die afbreuk doet aan de eigen sociale positie. Van gezichtsverlies kan bijvoorbeeld sprake zijn wanneer men beloftes niet kan nakomen of wanneer men anderszins niet aan verwachtingen van anderen kan voldoen. Gezichtsverlies is daarmee vaak ook een gemoedstoestand van de persoon in kwestie, die het gevolg is van de meningen van anderen.
Iemand die gezichtsverlies heeft geleden wordt door mensen in zijn omgeving in het algemeen met verminderd respect behandeld, voor minderwaardig aangezien of zelfs verstoten. De mate van gezichtsverlies kan samenhangen met de oorzaak. Mensen die ernstig gezichtsverlies hebben geleden kunnen hier zo erg onder lijden dat zij zelfs overgaan tot zelfmoord.

## Samenlevingen
In de westerse samenleving kent men het begrip gezichtsverlies nauwelijks of niet. Als westerse tegenhanger qua gemoedstoestand kan schuldgevoel genoemd worden. Dit is echter een gevoel dat men zichzelf oplegt. In veel Aziatische landen is het vermijden van gezichtsverlies een inherent deel van de sociale interactie. Het is in oosterse culturen bijvoorbeeld soms beter om de waarheid te verbergen, dan om de waarheid te vertellen en zodoende gezichtsverlies te lijden. Publiekelijk zeggen dat iemand ongelijk heeft of een fout heeft begaan wordt beschouwd als zeer slecht gedrag, want het leidt tot gezichtsverlies. Of de partij nu heeft gelogen of niet maakt niets uit, men wordt geacht het niet te zeggen. Ook in het openbaar boos worden op een ander: zowel degene die boos wordt als degene tegen wie de woede is gericht kunnen gezichtsverlies lijden.
Mensen die opgegroeid zijn in een westerse samenleving hebben of tonen vaak weinig begrip voor het gezichtsverlies van anderen en door onwetendheid of onwil komt het voor dat zij bij interacties met mensen uit of in oosterse landen deze laatsten gezichtsverlies doen lijden. Dit kan bijvoorbeeld door publiekelijk op onvolkomenheden van de andere persoon te wijzen. Vrijwel altijd leidt dit tot onbegrip tussen de twee partijen.

## Voorbeelden van gezichtsverlies
- Verlies van de Tweede Wereldoorlog door Japan.
- Verlies van verkiezingen.
- Publiekelijk ongelijk krijgen.
- Betrapt worden op liegen, vreemdgaan, of ander sociaal onacceptabel gedrag. Wordt men niet betrapt, dan heeft dat geen consequenties.
- Bij bestuurders van een onderneming die verwikkeld is in een (boekhoud-)schandaal (Enron, Parmalat, WorldCom).

## Voorbeelden van de gevolgen van gezichtsverlies
- Na de Tweede Wereldoorlog pleegden veel Japanse militairen collectief zelfmoord (Harakiri) omdat zij vonden dat zijzelf en door hen ook hun land gezichtsverlies hadden geleden.
- Ook al heeft iemand ongelijk, hij of zij zal tot het bittere einde zijn eigen standpunten aanhangen. Hierbij niet naar kritiek van anderen luisterend, tenzij deze persoon beschouwd wordt als iemand die hoger staat in de sociale hiërarchie.
- Verschillende topbestuurders hebben na het bekend worden van boekhoudschandalen zelfmoord gepleegd. In andere gevallen betekende het gezichtsverlies dat hun carrière voorgoed voorbij was.